# Family Circle Cup 1999
Il Family Circle Cup 1999 è stato un torneo di tennis giocato sulla terra verde.
È stata la 27ª edizione del Family Circle Cup, che fa parte della categoria Tier I nell'ambito del WTA Tour 1999.
Si è giocato al Family Circle Tennis Center di Hilton Head negli Stati Uniti dal 29 marzo al 4 aprile 1999.

## Campionesse

### Singolare
Martina Hingis ha battuto in finale  Anna Kurnikova con il punteggio di 6–4, 6–3

### Doppio
Elena Lichovceva /  Jana Novotná hanno battuto in finale  Barbara Schett /  Patty Schnyder con il punteggio di 6–1, 6–4